# Monroe, Michigan
Monroe är en stad i Monroe County i delstaten Michigan i nordöstra USA. Vid folkräkningen år 2000 hade Monroe 22 076 invånare. Monroe är administrativ huvudort (county seat) i Monroe County. 
Monroe grundades 1785 som Frenchtown. Genom staden flyter River Raisin.
General George Armstrong Custer gick i skolan i Monroe.